# Tine de Vries (schaatsster)
Tine van der Weide-de Vries (Kortezwaag, 12 februari 1931 – Oldeberkoop, 1 juli 2014) was een Nederlands schaatsster. Ze won als hardrijdster veel schaatswedstrijden op de kortebaan. Ze was 15 jaar oud toen ze op 6 februari 1947 in Oldeboorn meisjeskampioene werd. Op 29 januari 1954 werd ze in Huizum kampioene van Friesland en op 26 februari 1955 werd ze in Leeuwarden kampioene van Nederland.
Naast het schaatsen deed De Vries aan atletiek en korfbal, bij de verenigingen ODK uit Kortezwaag en Lintjo uit Oldeberkoop. Van beide verenigingen is zij mede-oprichtster.

NK kortebaanschaatsen vrouwen in 1956: winnares Martha Wieringa (links) versloeg voormalige kampioen de Vries